# 1155 Aënna
1155 Aënna är en asteroid i huvudbältet som upptäcktes den 26 januari 1928 av den tyske astronomen Karl Wilhelm Reinmuth. Asteroidens preliminära beteckning var 1928 BD. Den fick senare namn efter det tyska uttalet av bokstäverna ”A” och ”N”, med tillägg av feminin ändelse, vilket är praxis vid namngivning av asteroider. Bokstäverna är en akronym för Astronomische Nachrichten.
Aënnas senaste periheliepassage skedde den 22 augusti 2021.